# Krotoszyn Wąskotorowy
Krotoszyn Wąskotorowy – stacja kolejowa w Krotoszynie, w województwie wielkopolskim, w Polsce.
Była stacją styczną Krotoszyńskiej Kolei Dojazdowej do stacji normalnotorowej Krotoszyn. Stacja uruchomiona została 15 maja 1900 r. W okresie świetności współdzieliła ze stacją Krotoszyn kasy i poczekalnię oraz punkt gastronomiczny.
Obsługę całej kolejki stanowiły dwie osoby, maszynista i kierownik pociągu pełniący jednocześnie funkcję konduktora. Ruch na linii wąskotorowej był prowadzony lokomotywami spalinowymi Lyd-1 252.
Po likwidacji przez Polskie Koleje Państwowe Krotoszyńskiej Kolei Dojazdowej 12 stycznia 1986 r.  Tory i mijanka zostały częściowo rozebrane. W miejscu peronu na stacji Krotoszyn Wąskotorowy została ustawiona lokomotywa (Px48) z wagonikami jako pomnik i pamiątka linii.